# Kyūjitai
Kyūjitai (旧字体,舊字體? lett. "forma vecchia dei caratteri") è la denominazione degli oltre 45 000 kanji tradizionali cinesi un tempo utilizzati anche nella lingua giapponese.

## Storia
Originariamente i giapponesi utilizzavano gli stessi ideogrammi cinesi, noti come seijitai (正字體,? 'forma corretta dei caratteri'), ma col tempo ne vennero create molte varianti semplificate, che si diffusero sempre più nella scrittura comune, sia in Cina che in Giappone, anche se considerate poco eleganti. Il 16 novembre 1946, tuttavia, con la pubblicazione della lista dei 1850 tōyō kanji (i 'caratteri di uso comune', poi sostituiti dalla lista dei jōyō kanji nel 1981), questi caratteri semplificati vennero adottati ufficialmente in Giappone come nuovo standard nella scuola e per la stampa, con il nome di shinjitai (新字体,? 'forma nuova dei caratteri') e sostituirono i caratteri antichi che vennero inseriti nella lista degli hyōgaiji (表外字,? 'caratteri fuori linea'), anche se furono ancora usati spesso nella stampa durante tutti gli anni cinquanta a causa del ritardo nel rinnovamento dei set tipografici. 
I kyūjitai vengono talvolta utilizzati ancora oggi da alcuni autori letterari, dal momento che il loro uso non è vietato, ma solo deprecato, mentre negli anni ne sono stati gradualmente reintrodotti alcuni sotto la catalogazione dei jinmeiyō kanji ('caratteri per i nomi di persona'). Infatti tuttora alcuni caratteri kyūjitai, soprattutto per motivi estetici rispetto alle loro varianti shinjitai, sono utilizzati per la scrittura dei nomi propri di persona (ad esempio, 納谷廣美 Naya Hiromi). L'uso moderno dei kyūjitai, inoltre, è riscontrabile anche in altri casi al di fuori dei nomi propri di persona, sebbene connotati sempre da specificità, come ad esempio in nomi di grandi aziende (新日本製鐵株式會社 Shin nippon seitetsu kabushikikaisha, che usa i caratteri antichi 會 e 鐵 invece di 会 e 鉄), di università (國學院大學 Kokugakuin daigaku, che usa 國, 學 invece degli shinjitai 国 e 学), di anime (聲の形 Koe no katachi, che usa 聲 invece di 声) o ancora nei titoli di libri o testi scritti nello stile storico.
La semplificazione dei caratteri cinesi in giapponese è stata più "lieve" e conserva tratti dei caratteri che in cinese sono stati rimossi, come il carattere 広 ("spazioso", dal carattere kyūjitai 廣) che in cinese semplificato è 广, mentre la maggior parte delle volte i kanji giapponesi corrispondono ai caratteri cinesi tradizionali, altri ancora corrispondono al cinese semplificato.

## Esempi
| Shinjitai | Kyujitai | Significato             |
| --------- | -------- | ----------------------- |
| 円        | 圓       | yen (moneta)            |
| 国        | 國       | nazione                 |
| 鉄        | 鐵       | ferro                   |
| 会        | 會       | incontro                |
| 亜        | 亞       | sotto-specie (suffisso) |
| 悪        | 惡       | cattivo, malvagio       |
| 声        | 聲       | voce                    |
| 学        | 學       | studio                  |
| 旧        | 舊       | antico                  |
| 体        | 體       | forma, corpo            |
| 尽        | 盡       | finire, esaurire        |
| 広        | 廣       | vasto, spazioso         |
| 闘        | 鬪       | combattere (ideologia)  |
| 戦        | 戰       | Combattere              |